# Kevin Anderson (tenisista)
Kevin Anderson (ur. 18 maja 1986 w Johannesburgu) – południowoafrykański tenisista, dwukrotny finalista turniejów wielkoszlemowych w grze pojedynczej, reprezentant kraju w Pucharze Davisa, olimpijczyk.

## Kariera tenisowa
W roku 2007 Anderson rozpoczął karierę zawodową. Początkowo startował w zawodach kategorii ITF Futures oraz ATP Challenger Tour. W rozgrywkach z cyklu ATP Tour wygrał siedem tytułów z dwudziestu osiągniętych finałów. W 2017 doszedł do finału wielkoszlemowego US Open (przegrał z Rafaelem Nadalem), rok później był w finale Wimbledonu (przegrał z Novakiem Đokoviciem).
Jako deblista Anderson wygrał jedne zawody kategorii ATP Tour z czterech rozegranych finałów.
W roku 2008 Anderson reprezentował RPA w Pucharze Davisa. Odniósł wówczas pięć zwycięstw oraz jedną porażkę. Pokonał m.in. Jarkko Nieminena w rundzie przeciwko Finlandii. W 2011 roku zespół RPA z Andersonem w składzie był bliski awansu do grupy światowej, najwyższej klasy w turnieju. Południowoafrykańczycy przegrali w play-offach z Chorwacją 1:4, a Anderson zdobył dla drużyny punkt po zwycięstwie nad Ivanem Dodigiem.
W 2008 roku Anderson zagrał na igrzyskach olimpijskich w Pekinie. Z gry pojedynczej odpadł w II rundzie wyeliminowany przez Nicolasa Kiefera. W grze podwójnej, w której tworzył parę z Jeffem Coetzeem, w I rundzie przegrał z parą Nicolás Almagro–David Ferrer.
W rankingu gry pojedynczej Anderson najwyżej był na 5. miejscu (16 lipca 2018), a w klasyfikacji gry podwójnej na 58. pozycji (17 listopada 2014).
W maju 2022 ogłosił zakończenie kariery zawodniczej.

### Finały w turniejach ATP Tour
| Legenda                                      |
| -------------------------------------------- |
| Wielki Szlem                                 |
| Igrzyska olimpijskie                         |
| Tennis Masters Cup / ATP Finals              |
| ATP Masters Series / ATP Tour Masters 1000   |
| ATP International Series Gold / ATP Tour 500 |
| ATP International Series / ATP Tour 250      |

#### Gra pojedyncza (7–13)
| Końcowy wynik | Nr  | Data                 | Turniej            | Nawierzchnia  | Przeciwnik            | Wynik finału           |
| ------------- | --- | -------------------- | ------------------ | ------------- | --------------------- | ---------------------- |
| Finalista     | 1.  | 9 marca 2008         | Las Vegas          | Twarda        | Sam Querrey           | 6:4, 3:6, 4:6          |
| Zwycięzca     | 1.  | 6 lutego 2011        | Johannesburg       | Twarda        | Somdev Devvarman      | 4:6, 6:3, 6:2          |
| Zwycięzca     | 2.  | 4 marca 2012         | Delray Beach       | Twarda        | Marinko Matošević     | 6:4, 7:6(2)            |
| Finalista     | 2.  | 12 stycznia 2013     | Sydney             | Twarda        | Bernard Tomic         | 3:6, 7:6(2), 3:6       |
| Finalista     | 3.  | 14 kwietnia 2013     | Casablanca         | Ceglana       | Tommy Robredo         | 6:7(6), 6:4, 3:6       |
| Finalista     | 4.  | 28 lipca 2013        | Atlanta            | Twarda        | John Isner            | 7:6(3), 6:7(2), 6:7(2) |
| Finalista     | 5.  | 23 lutego 2014       | Delray Beach       | Twarda        | Marin Čilić           | 6:7(6), 7:6(7), 4:6    |
| Finalista     | 6.  | 1 marca 2014         | Acapulco           | Twarda        | Grigor Dimitrow       | 6:7(1), 6:3, 6:7(5)    |
| Finalista     | 7.  | 15 lutego 2015       | Memphis            | Twarda (hala) | Kei Nishikori         | 4:6, 4:6               |
| Finalista     | 8.  | 21 czerwca 2015      | Londyn             | Trawiasta     | Andy Murray           | 3:6, 4:6               |
| Zwycięzca     | 3.  | 29 sierpnia 2015     | Winston-Salem      | Twarda        | Pierre-Hugues Herbert | 6:4, 7:5               |
| Finalista     | 9.  | 6 sierpnia 2017      | Waszyngton         | Twarda        | Alexander Zverev      | 4:6, 4:6               |
| Finalista     | 10. | 10 września 2017     | US Open, Nowy Jork | Twarda        | Rafael Nadal          | 3:6, 3:6, 4:6          |
| Finalista     | 11. | 6 stycznia 2018      | Pune               | Twarda        | Gilles Simon          | 6:7(4), 2:6            |
| Zwycięzca     | 4.  | 18 lutego 2018       | Nowy Jork          | Twarda (hala) | Sam Querrey           | 4:6, 6:3, 7:6(1)       |
| Finalista     | 12. | 3 marca 2018         | Acapulco           | Twarda        | Juan Martín del Potro | 4:6, 4:6               |
| Finalista     | 13. | 15 lipca 2018        | Wimbledon, Londyn  | Trawiasta     | Novak Đoković         | 2:6, 2:6, 6:7(3)       |
| Zwycięzca     | 5.  | 28 października 2018 | Wiedeń             | Twarda (hala) | Kei Nishikori         | 6:3, 7:6(3)            |
| Zwycięzca     | 6.  | 5 stycznia 2019      | Pune               | Twarda        | Ivo Karlović          | 7:6(4), 6:7(2), 7:6(5) |
| Zwycięzca     | 7.  | 18 lipca 2021        | Newport            | Trawiasta     | Jenson Brooksby       | 7:6(8), 6:4            |

#### Gra podwójna (1–3)
| Końcowy wynik | Nr | Data                 | Turniej    | Nawierzchnia  | Partner       | Przeciwnicy                   | Wynik finału         |
| ------------- | -- | -------------------- | ---------- | ------------- | ------------- | ----------------------------- | -------------------- |
| Finalista     | 1. | 19 lutego 2012       | San José   | Twarda (hala) | Frank Moser   | Xavier Malisse Mark Knowles   | 4:6, 6:1, 5–10       |
| Finalista     | 2. | 19 lutego 2012       | Waszyngton | Twarda        | Sam Querrey   | Treat Huey Dominic Inglot     | 6:7(7), 7:6(9), 5–10 |
| Zwycięzca     | 1. | 1 marca 2014         | Acapulco   | Twarda        | Matthew Ebden | Feliciano López Maks Mirny    | 6:3, 6:3             |
| Finalista     | 3. | 26 października 2014 | Walencja   | Twarda (hala) | Jérémy Chardy | Jean-Julien Rojer Horia Tecău | 4:6, 2:6             |